# Могошешть (Арджеш)
Могошешть, Могошешті (рум. Mogoșești) — село у повіті Арджеш в Румунії. Входить до складу комуни Ведя.
Село розташоване на відстані 116 км на захід від Бухареста, 19 км на південний захід від Пітешть, 83 км на північний схід від Крайови, 124 км на південний захід від Брашова.

## Населення
За даними перепису населення 2002 року у селі проживали 74 особи, усі — румуни. Усі жителі села рідною мовою назвали румунську.